# Liste Dahner Persönlichkeiten
Die Liste Dahner Persönlichkeiten enthält bedeutende Persönlichkeiten mit Bezug zu Dahn, geordnet nach Personen, die Ehrenbürger sind, in der Stadt geboren wurden, beziehungsweise in Dahn gewirkt haben. Die Liste erhebt keinen Anspruch auf Vollständigkeit.

## Ehrenbürger
- Ludwig Foohs (1854–1925), Rentamtmann und Förderer der Wieslauterbahn
- Eugen Antoni (1864–1936), Pädagoge

## Söhne und Töchter der Stadt

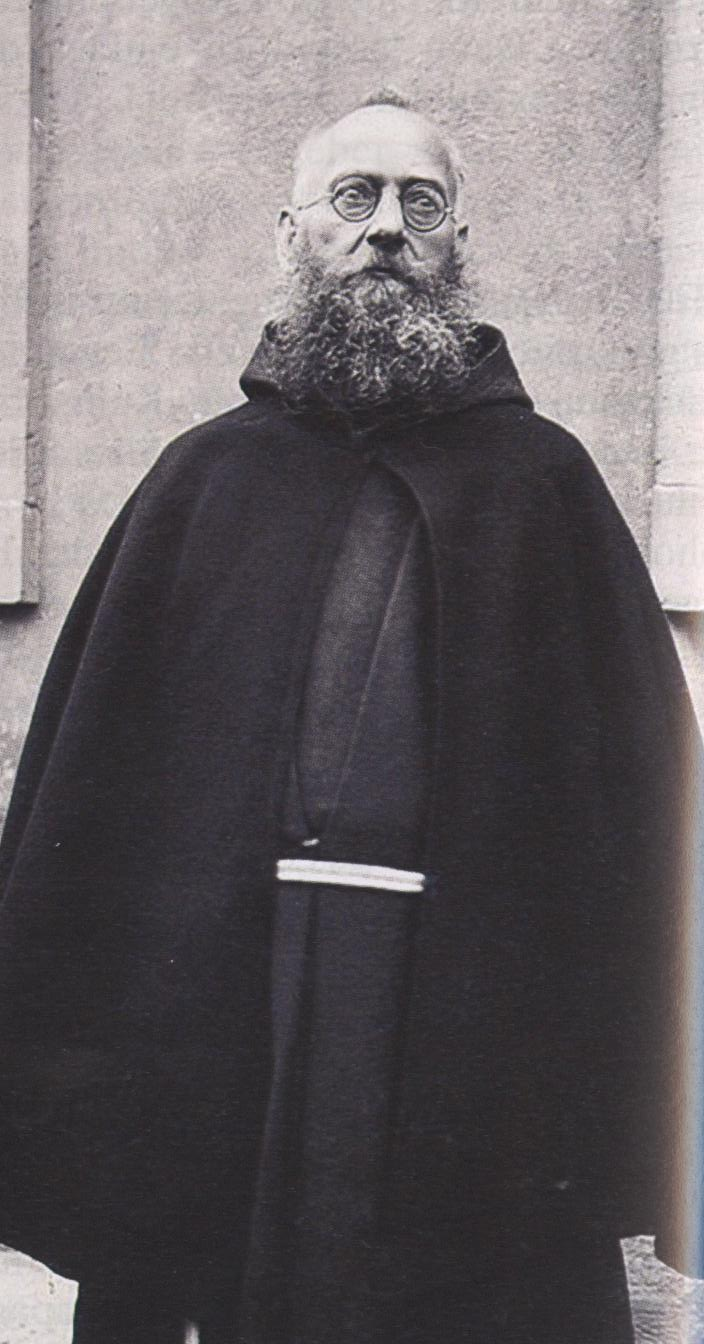
Ingbert Naab

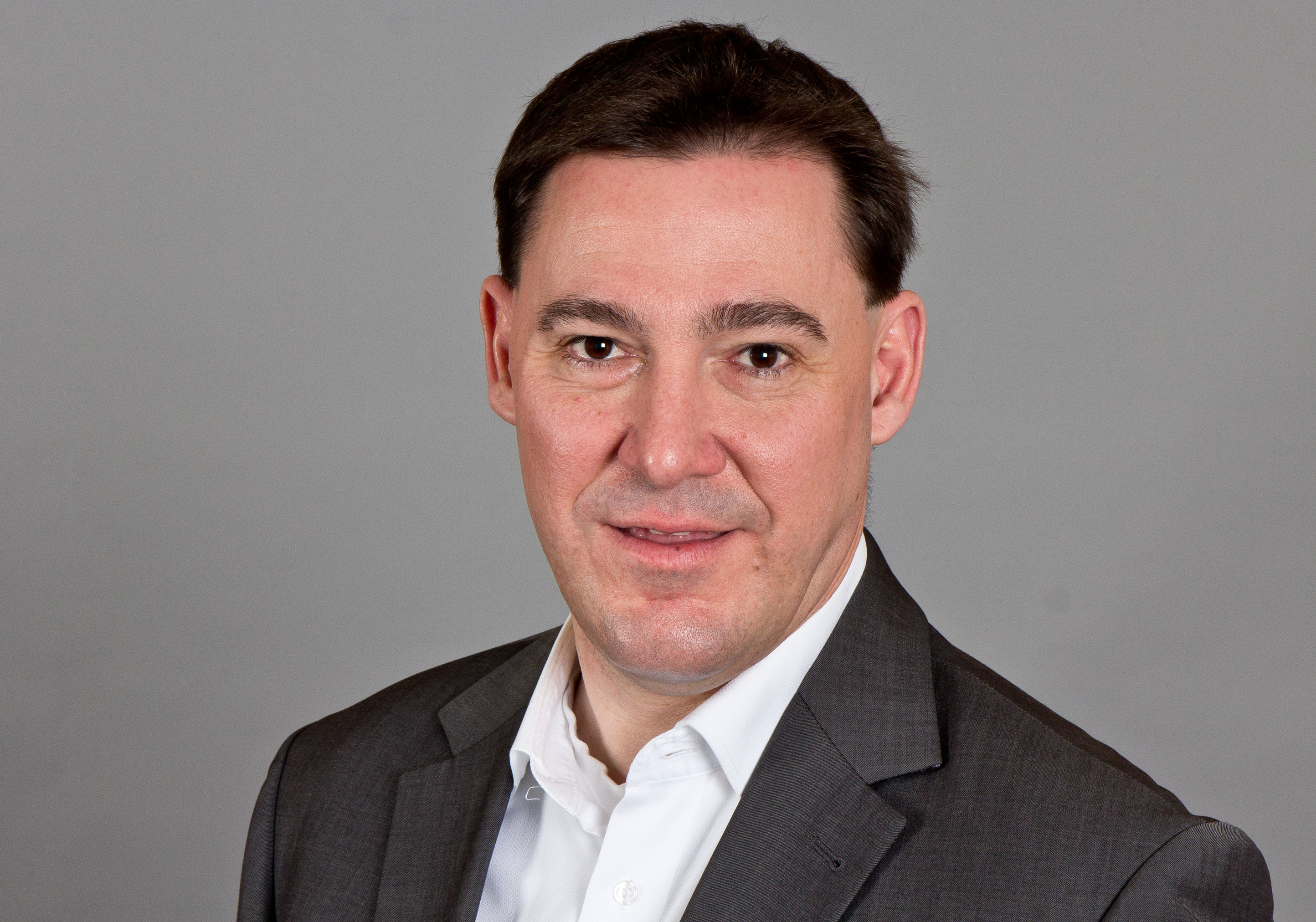
Alexander Fuhr

### 19. Jahrhundert
- Albrecht Bolza (1862–1943), Unternehmer, Bruder von Oskar Bolza
- Ingbert Naab (1885–1935), Kapuzinerpater und Widerstandskämpfer gegen den Nationalsozialismus, nach dem die Ingbert-Naab-Straße in Dahn benannt ist
- Richard Lenhard (1896–1969), Künstler und Bildhauer
- Theodor Schaller (1900–1993), Theologe und Kirchenpräsident

### 20. Jahrhundert
- Heinz Blatt (1904–1987), Politiker (NSDAP)
- Karl Kissel (* 1929), Historiker
- Jürgen Horlemann (1941–1995), Politiker (KPD/AO), Autor und Verleger
- Günter Barudio (1942–2022), Historiker und Autor
- Hans Eippert (1945–2016), Fußballspieler und Fußballtrainer
- Stefan Baron (* 1948), Konzernsprecher der Deutschen Bank
- Erich Naab (* 1953), römisch-katholischer Theologe
- Thomas G. Schattner (* 1955), Archäologe
- Martin Kissel (* 1958), Hörfunkjournalist
- Gerhard Rümenapf (* 1957), Chirurg und Hochschullehrer
- Theodor Kissel (* 1962), Althistoriker und Autor
- Andreas Hensel (* 1962), Professor für Pharmazeutische Biologie an der Universität Münster[1]
- Thomas Andelfinger (* 1964), Jazzgitarrist und Komponist
- Regina Reim (* 1965), Malerin und Tiefdruckerin
- Alexander Fuhr (* 1969), rheinland-pfälzischer Landtagsabgeordneter (SPD), ehemaliger Stadtbürgermeister
- Rüdiger Ruppert (* 1970), Schlagzeuger
- Jean Paul Baeck (* 1983), Schauspieler
- Annika Seibel (* 1983), Rhythmische Sportgymnastin
- Marlene Kriebel (* 1998), Turnerin
- Kai Merk (* 1998), deutsch-kirgisischer Fußballspieler

## Persönlichkeiten, die mit der Stadt verbunden sind
- Jakob Cronauer, Lehrer, erhielt 1953 das Bundesverdienstkreuz.
- Philipp von Pfeiffer (1830–1908), war von 1859 bis 1863 vor Ort Pfarrer.
- Otto Gümbel (1876–1943), Eisenbahner und SA-Führer, lebte während seiner Kindheit in Dahn.
- Oswald Damian (1889–1978), protestantischer Pfarrer, Widerstandskämpfer gegen den Nationalsozialismus, lebte zeitweise in Dahn.
- Fritz Korter (1892–1945), Bildhauer, schuf das Dahner Kriegerdenkmal auf dem Marktplatz.
- Friedl Rinder (1905–2001), Schachspielerin, gewann 1959 in Dahn die Deutsche Schachmeisterschaft der Damen.
- Robert Oberhauser (1907–2003), Journalist, erster künstlerischer Leiter der Dahner Sommerspiele, erhielt 1977 die Peter-Cornelius-Plakette.
- Heiner Geißler (1930–2017), Politiker (CDU), Bundesminister, hatte sein Büro in Dahn.
- Klaus-Dieter Uelhoff (* 1936), Politiker (CDU), ehemals Landrat und Staatssekretär, lebt in Dahn.
- Helga Axt (* 1937), Schachspielerin, verunglückte 1959 während der Deutschen Schachmeisterschaft der Damen in Dahn beim Versuch, den Jungfernsprung zu erklettern.
- Klaus Heinrich Keller (1938–2018), Maler, hatte vor Ort eine Ausstellung.
- Sigmar Kratzin (1940–2023), Lehrer und Maler, lebte in Dahn.
- Markus Schächter (* 1949), Journalist und Medienmanager, ging in Dahn zeitweise zur Schule.
- Hans-Jürgen Arnswald (1957–2025), Fußballspieler, starb vor Ort
- Christoph M. Frisch (* 1959), Künstler, hielt 2009 in der Stadt die Ausstellung Im Reich der Lichter ab.
- Veronika Olma (* 1962), Bildende Künstlerin, hatte 2016 vor Ort die Ausstellung Zusammengesetzte Wirklichkeit – reality recomposed.
- Peter Dincher (* 1966), Politiker (CDU), ging in Dahn zur Schule.
- Klaus Scheidel (1970–2011), Bogenschütze, war 2010 bei der World Field Archery Championship in Dahn Weltmeister in der Klasse Bowhunter-Recurve.